# Білозерська культура
Білозерська культура — археологічна культура епохи фінальної бронзи (XII—X ст. до н. е.). Назва походить від поселення на березі Білозерського лиману (нині Каховського водосховища) в м. Кам'янка-Дніпровська.
Білозерська культура змінює сабатинівську, але у її формуванні значну роль також відіграли носії культури Ноа, східні пізньозрубні племена з Дону і Сіверського Дінця та західні ранньогальштатські (протофракійські) племена карпато-дунайського регіону.
Була поширена в степовій смузі України та Молдови, окремі пам'ятки представлені на Нижньому Доні, на території Кубані і в Криму.
До пам'яток білозерської культури належать поселення на берегах річок і лиманів (Тудорове, Воронівка, Зміївка), кургани (Широка Могила, Степовий, Кочковате) та ґрунтові могильники (Брилівка, Широке, Будуржель), комплекси ливарних форм (Завадівка, Новоолександрівка), майстерні ливарників (Кардашинка), скарби металевих речей (Новогригор'ївка) та інші. Все це дозволяє зробити припущення, що носії культури намагалися контролювати шляхи, якими постачалася сировина, престижні вироби, а можливо і збіжжя.
Найбільшим із відкритих насьогодні білозерським поселенням була велика фортеця або ж протомісто біля гирла Інгула, залишки якого були знайдені в центрі сучасного Миколаєва, в урочищі Дикий Сад. Поселення датується 1250—925 роками до н. е. — і це найдавніше поселення міського типу на території України, що, можливо, згадується в писемних джерелах. Дослідниками відкриті не лише залишки жител, святилищ, мурів, а й про найдавнішій кам'яний міст. Артефакти матеріальної культури репрезентовані керамікою, знаряддями праці, тальковими ливарними формами, зброєю, прикрасами.
За К. В. Горбенком, в часи свого розквіту поселення, ймовірно, існувало як важливий і найпівнічніший чорноморський порт, що підтримував торгові зв'язки як з північнішими землями, та і з греками та ассирійцями. Горбенко ототожнив його із «містом людей кімерійських», згаданим Гомером. Щоправда за часів, коли той жив, протомісто вже припинило своє існування.
Основними заняттями представників білозерської культури загалом були скотарство, землеробство, металообробка.
У 1980-х роках виділена як самостійна археологічна культура дослідниками Віталієм Отрощенком, Іваном Черняковим і В. П. Ванчуговим.
Дослідники білозерської культури вважають, що її населення спілкувалося на діалекті давньоіранської мовної спільноти.
Сергій Сегеда ототожнив носіїв Білозерської культури кімерійцями, що пішли зі степів з появою скитів. Інші називають їх лише сусідами і старшими сучасниками кімерійців, пропонуючи для них умовну назву алібанти.
За дослідженнями С. Круц, Л. Литвинова та інших антропологічно білозерці належали до одного з різновидів давньосередземноморського типу з високим зростом (171 см у чоловіків), здебільшого видовженою формою голови з добре розвинутим м'язовим рельєфом, вузьким і високим лицем, досить широким носом.